# حامد زيد
حامد زيد سعدون فارس العازمي شاعر كويتي من مواليد 4 فبراير 1977 في محافظة الأحمدي (فحيحيل)، حاصل على شهادة دبلوم إدارة من كلية الدراسات التجارية ، شاعر وعضو في ديوانية شعراء النبط بدرجة شاعر ممتاز كانت بداية ظهوره عام 1995 م خلال برنامج ديوانية شعراء النبط مع الشاعر حمد العزب. أقام العديد من الأمسيات الشعرية داخل وخارج الكويت، اكتسب جماهيرية كبيرة منذ بداية ظهوره.

## نشاطاته الاعلامية
داخل الكويت
- أمسية هلا فبراير بتاريخ 5 فبراير 2001 .
- أمسية هلا فبراير بتاريخ 9 فبراير 2002 .
- أمسية هلا فبراير بتاريخ 16 فبراير 2004 .
- أمسية الهيئة العامة للشباب والرياضة بالتعاون مع جريدة السياسة فيه 12 يونيو 2000 وكان عريف الأمسية علي المسعودي
- أمسية معرض الكتاب وكانت  في عام ديسمبر 2000
- الملحمة الوطنية وكانت بمناسبة مرور عشر سنوات على تحرير الكويت وأربعون سنة على الاستقلال وكانت بمشاركة عشر شعراء خمسة من الكويت وشاعر من كل دولة من دول مجلس التعاون وهم كل من :

من دول مجلس التعاون :-
خلف بن هذال العتيبي من المملكة العربية السعودية(محمد عبد العال) من مملكة البحرين (هادي القحطاني) من دولة قطر (خالد المعنى) من سلطنة عمان محمد بالمر من الإمارات العربية المتحدة
ومن الكويت كل من : (محمد عبيد العجمي) (سعود الفهد) (شنوف الهرشاني) (طلال السعيد) (حامد زيد) بالإضافة إلى العديد من الأمسيات والمهرجانات في كثير من المحافل في الكويت
خارج دولة الكويت
- أمسية مهرجان عباده واستفاده في المدينة المنورة في 25 يونيو 2001
- أمسية مهرجان صيف الطائف وكانت تحت رعاية الأمير / فيصل بن خالد بن عبد العزيز آل سعود بتاريخ 5 يوليو 2001
- أمسية اتحاد طلبة الكويت بالقاهرة في أكتوبر 2000
- أمسية عنيزة في ختام مهرجان القصيم السياحي والتي وصل جمهورها إلى 8000 شخص في تاريخ 31 يوليو 2003
- أمسية أبوظبي في 15 أكتوبر 2003 تحت رعاية الشيخ فلاح بن زايد بن سلطان آل نهيان
- أمسية مسرح المفتاحة في الموسم السياحي لمدينة ابها بمشاركة الشاعر الراحل مساعد الرشيدي رحمه الله 8 اغسطس 2004.
- أمسية واشنطن في الولايات المتحدة الأمريكية...وكانت من تنظيم اتحاد طلبة الكويت فرع الولايات المتحدة الأمريكية
- أمسية مانشسترسيتي بالمملكة المتحدة البريطانية؛ كانت من تنظيم اتحاد طلبة الكويت فرع المملكة المتحدة البريطانية
- أمسية رأس الخيمة ب الإمارات العربية المتحدة وكانت تحت رعاية ولي عهد رأس الخيمة الشيخ أحمد بن صقر القاسمي.
- الامسية الختامية في مهرجان الشعر الدولي في دبي بمشاركة الشاعر خلف هذال العتيبي 2007 .
- امسية مهرجان دبي برعاية ولي عهد دبي حمدان بن محمد آل مكتوم في 11 فبراير 2008.
- امسية مسقط في سلطنة عمان سنة عام 2008
- امسية جامعة صحار الاولى عام  2010 .
- امسية خليجنا واحد في مملكة البحرين بمشاركة الشاعر ناصر القحطاني في 11يونيو 2011
- الامسية الجلسة الرمضانية لمركز الشارقة الاعلامي الموسم الثاني في 30 يونيو 2013.
- أمسية معرض الشارقة الدولي للكتاب بمشاركة الشاعر ناصر القحطاني في 16 نوفمبر 2016 .
- امسية مهرجان المملكة في المنطقة الشرقية في الدمام 27 اكتوبر 2017 .
- امسية مدينة كلباء تحت رعاية الشيخ هيثم بن صقر القاسمي 8 نوفمبر 2019 .
- ألامسية الختامية في موسم الرياض الاول على مسرح البوليفارد في 12 ديسمبر عام 2019 .
- امسية صحار الثانية في سلطنة عمان 7 ديسمبر 2022 .
- امسية دار اوبرا دبي في 18 فبراير 2023 مع الشاعر فيصل العدواني.
- امسية دائرة الثقافة بالمنطقة الشرقية خور فكان 18 فبراير 2024.
- الامسية الختامية لمهرجان ابوظبي للشعر النسخة الاولى 14 اكتوبر 2024 .

## دواوينه الشعرية
دواوين مقروءة
- أربع خناجر عام 2000

- يقولون ما لا يفعلون 2005

- عشق بدوية 2010

- اللعب بالنار 2015

دواوين مسموعة
- ألبوم مسموع يحمل اسم "حامد زيد"

- البوم السفينة

- البوم وصلك ذهب

- البوم الجمهرة

- البوم سواليف وقصيد من الماضي

- البوم أمسية أبوظبي

- البوم امسية رأس الخيمة

- البوم أمسية هلا فبراير

## أبناءه
متزوج وله 6 أبناء، 3 بنات و 3أولاد: أسمـاء - سـارة - ريـم - عبد العزيز - أحمد - عبد الله